# Batalla de Chemillé
La Batalla de Chemille (10-11 de abril de 1793) fue un enfrentamiento militar librado durante la Guerra de la Vendée.

## Antecedentes
Al comenzar el mes de abril de 1793, el comandante de las tropas republicanas en Angers, general Jean-François Berruyer (1741-1804), recibió órdenes de reprimir la insurgencia en Anjou. Motivo por el cual decidió salir de Angers y con rumbo a Chemillé, mientras los generales François Leigonyer (1740-1807) en Saumur con 12 000 tropas y Pierre Quétineau (1756-1794) en Bressuire con 4000 soldados marchaban a Vezins y Les Aubiers respectivamente.

## La batalla
El 10 de abril, Berruyer salió de Angers con su división; durante el camino sus tropas atacaron a los residentes de la aldea de Pont-Barré. Al mediodía se encontró con los rebeldes de Elbée y Cathelineau, quedando atrapado entre Chemillé y el río Hyrôme. Los republicanos se lanzaron al ataque y tras varias horas de combate, al caer la noche, parecían haber vencido.
Durante la confusión surgida entre los vandeanos, los prisioneros republicanos de anteriores combates aprovecharon de amotinarse y escapar hacia Chemillé, en poder de Berruyer. Pero a causa de la oscuridad, los hombres de Berruyer creyeron que eran vandeanos intentando un ataque nocturno y les dispararon, concentrándose en el punto donde estaban, pues todos los prisioneros habían escapado en grupo juntos. Elbée, notando la situación, ordenó un nuevo ataque por otro punto y Berruyer debió retirarse a Saint-Lambert-du-Lattay con el general Charles François Duhoux de Hauterive (1736-1799) herido.

## Consecuencias
De acuerdo con partes oficiales, las bajas republicanas fueron 13 soldados y 2 oficiales muertos, además de 60 heridos. Otros 133 prisioneros lograron escapar de manos vandeanas. También estiman en 500 a 600 las bajas enemigas, aunque posiblemente no fueran más de 200. En efecto, a pesar de la victoria, los vandeanos habían sufrido fuertes bajas pero también se hicieron con 400 prisioneros republicanos. Los rebeldes estaban deseosos de vengarse por las bajas del combate y los habitantes de Pont-Barré masacrados, ejecutando a los prisioneros. Pero el general Elbée, ante la insistencia de sus hombres, les hizo recitar el Padre Nuestro. Cuando llegaron a «perdona nuestras ofensas, como nosotros perdonamos a quienes nos ofenden», el general se detuvo y les dijo «no mientan a Dios». Los campesinos vandeanos, profundamente católicos, dejaron de insistir; los prisioneros sobrevivieron y el hecho fue conocido como Pater de D'Elbée, «Padre Nuestro de Elbée».